# Sphecodemyia secunda
Sphecodemyia secunda är en tvåvingeart som beskrevs av Austen 1937. Sphecodemyia secunda ingår i släktet Sphecodemyia och familjen bromsar.
Artens utbredningsområde är Malawi. Inga underarter finns listade i Catalogue of Life.